# Jacaré-da-china
O jacaré-da-china (Alligator sinensis) é uma espécie conhecida de jacarés nativas da China, pertencentes a família Alligatoridae. Apesar da aparência similar ao jacaré-americano, a única outra espécie do gênero, possui como características distintas o tamanho relativamente menor, alcançando no máximo 1,5m de tamanho e escamas por todo o corpo, incluindo a barriga. É uma especie que está criticamente ameaçada por diversos fatores, sendo estimado terem cerca de 50 a 200 indivíduos na natureza, porém em cativeiro tem cerca de 10.000. Eles se alimentam de rãs, tartarugas, serpentes, insetos, pássaros e mamíferos pequenos.